# Гуска (притока Студеня)
Гуска — річка  в Україні, в Малинському районі Житомирської області. Права притока Студеня (басейн Дніпра).

## Опис
Довжина річки приблизно 6,5 км.

## Розташування
Бере  початок на північному заході від Діброви. Тече переважно через північну околицю Нової Діброви і в Лісній Колоні впадає у річку Студень, ліву притоку Різні.
Словник гідронімів України зазначає цю річку як притоку Черемишня, що впадає у Студень